# Hesperonyx
Hesperonyx (що означає «західний кіготь») — вимерлий рід дріоморфних орнітоподних динозаврів з пізньої юрської формації Луріньян у Португалії. Рід містить один вид, Hesperonyx martinhotomasorum, відомий з кісток передніх і задніх кінцівок.

## Етимологія
Родова назва поєднує «геспер» (або «вечірня зірка»), на честь грецького бога, чиє ім'я також вказує на західний напрямок — посилаючись на місцевість голотипу в західному регіоні Португалії — з грецьким суфіксом «- онікс", що означає "кіготь". Видова назва поєднує прізвища Мікаеля Мартіньо та Карли Александри Томас, вшановуючи їхні зусилля з курування та підготовки скам’янілостей у Музеї Лурінья.

## Опис
Довжина гесперонікса оцінюється в 3–4 метри.

## Класифікація
Hesperonyx піддали двом філогенетичним аналізам і виявили, що він є невизначеним представником Dryomorpha. Більш точну спорідненість неможливо зробити через нестачу останків.

## Палеосередовище
Формація Lourinhã є одним з основних викопних утворень Португалії, що зберігає багато видів динозаврів, деякі з яких також відомі з сучасної формації Моррісон у Північній Америці. Гесперонікс — третій названий ігуанодонт, відомий із цієї формації, після Draconyx та Eousdryosaurus.